# Yesterdays (sång)
"Yesterdays" är en sång komponerad av Jerome Kern, med text skriven av Otto Harbach från 1933.
Den skrevs för Broadway-musikalen Roberta (1933), där den introducerades av Irene Dunne.